# US Clay Court Championships 1972
Lo US Clay Court Championships 1972 è stato un torneo di tennis giocato sulla terra verde. È stata la 20ª edizione del torneo, che fa parte del Women's International Grand Prix 1972. Si è giocato ad Indianapolis negli USA dal 7 al 13 agosto 1972.

## Campionesse

### Singolare
Chris Evert ha battuto in finale  Evonne Goolagong con il punteggio di 7–6, 6–1

### Doppio
Evonne Goolagong /  Lesley Hunt hanno battuto in finale  Margaret Court /  Pam Teeguarden con il punteggio di 6–2, 6–1